# فرانك موران
فرانك موران (بالإنجليزية: Frank Moran)‏ كان ملاكم أمريكي صنّف ضمن فئة الوزن الثقيل وكان أيضا ممثلا ظهر في 135 فيلما.

## إحصائيات
خاض خلال مسيرته 66 نزالا، فاز في 36 وتعادل في 16 وخسر في 13. فاز بالضربة القاضية في 28 نزالا.

## روابط خارجية
- فرانك موران على موقع IMDb (الإنجليزية)
- فرانك موران على موقع تيرنر كلاسيك موفيز (الإنجليزية)
- فرانك موران على موقع أول موفي (الإنجليزية)
- فرانك موران على موقع قاعدة بيانات برودواي على الإنترنت (الإنجليزية)
- فرانك موران على موقع قاعدة بيانات الفيلم (الإنجليزية)